# フランク・ミア
フランク・ミア（Frank Mir、1979年5月24日 - ）は、アメリカ合衆国の男性総合格闘家。ネバダ州ラスベガス出身。ラスベガス・コンバットクラブ所属。第10代UFC世界ヘビー級王者。

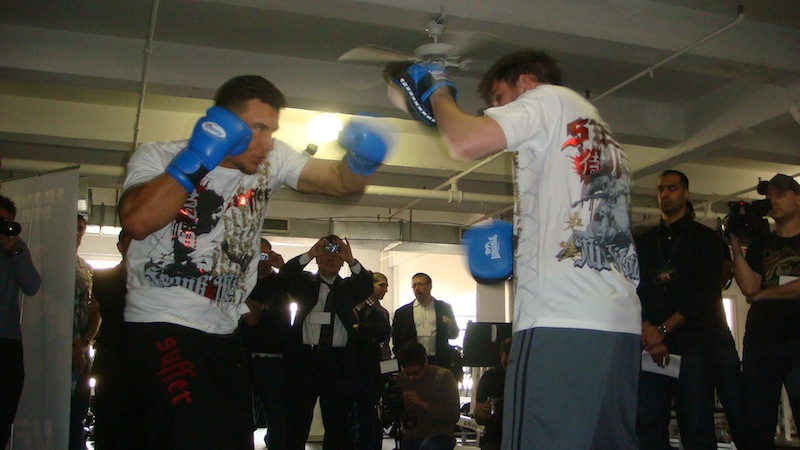
スパーリングを行うミア

## 来歴
両親が拳法の道場を経営しており、幼い頃から拳法を学ぶ。ボナンザ高校時代はレスリング部に所属。3年時にはネバダ州王者となった。また、ミアはアメリカンフットボールのフルバックやディフェンシブエンドとして活躍、陸上競技の円盤投では54.20メートルを投げ、この記録は今でもサンセット地区のレコード記録である。

### 総合格闘技
ヒカルド・ペレスの下でブラジリアン柔術を学んだミアは、道場で知り合ったジョー・シルバに総合格闘技転向を勧められた。
2001年7月14日、HOOKnSHOOTでプロ総合格闘技デビュー。

### UFC
2001年11月2日、UFC初参戦となったUFC 34でホベルト・トラヴェンと対戦し、腕ひしぎ十字固めで一本勝ち。

#### UFC世界王座獲得
2004年6月19日、UFC 48のUFC世界ヘビー級王座決定戦でティム・シルビアと対戦。腕ひしぎ十字固めでシルビアの右腕を骨折させ一本勝ちを収め王座獲得に成功した。

#### UFC世界王座剥奪
2004年9月17日、バイク事故に遭い大腿骨を2箇所骨折し、膝の靭帯を断裂。長期離脱を余儀なくされる。この間にアンドレイ・アルロフスキーが暫定王者となる。王座防衛戦を行なえなかったミアは2005年8月12日付けで王座を剥奪され、アルロフスキーが正規王座に認定された。
2006年11月18日、UFC 65でブランドン・ヴェラと対戦し、序盤から一方的に打撃を受けTKO負け。
2007年8月25日、UFC 74でアントニー・ハードンクと対戦し、チキンウィングアームロックで一本勝ち。
2008年2月2日、UFC 81でブロック・レスナーと対戦。序盤にテイクダウンされパウンドを受け劣勢となるも、下から脚を捕らえ膝十字固めで一本勝ち。サブミッション・オブ・ザ・ナイトを受賞した。

#### UFC世界王座獲得
2008年12月27日、UFC 92のUFC世界ヘビー級暫定タイトルマッチで暫定王者アントニオ・ホドリゴ・ノゲイラに挑戦。左フックでノゲイラを倒したところにパウンドでTKO勝ちを収め暫定王座獲得に成功した。

#### UFC世界王座陥落
2009年7月11日、UFC 100の世界ヘビー級王座統一戦でブロック・レスナーと再戦し、2ラウンドTKO負けを喫し王座統一に失敗するとともに暫定王座を失った。
2009年12月12日、UFC 107でシーク・コンゴと対戦し、ギロチンチョークでコンゴを締め落とし一本勝ちを収めた。
2010年3月27日、UFC 111のUFC世界ヘビー級暫定王座決定戦でシェイン・カーウィンと対戦し、KO負けを喫し王座獲得に失敗した。
2010年9月25日、UFC 119でミルコ・クロコップと対戦し、3Rに右膝蹴りでKO勝ち。
2011年5月28日、UFC 130でロイ・ネルソンと対戦し、3-0の判定勝ち。
2011年12月10日、UFC 140でアントニオ・ホドリゴ・ノゲイラと再戦。パンチで追い込まれる場面もあったが、キムラロックで一本勝ち。サブミッション・オブ・ザ・ナイトを受賞した。ノゲイラにとってキャリア初の一本負けで、上腕骨骨折の重傷を負い長期欠場に追い込まれた。
2012年5月26日、UFC 146のUFC世界ヘビー級タイトルマッチで王者ジュニオール・ドス・サントスと対戦し、パウンドでTKO負けを喫し王座獲得に失敗した。アリスター・オーフレイムの代替での出場であった。
2013年4月20日、UFC on FOX 7でヘビー級ランキング3位のダニエル・コーミエと対戦し、3R判定負けを喫した。
2013年8月31日、UFC 164でヘビー級ランキング10位のジョシュ・バーネットと対戦し、膝蹴りで1RTKO負けを喫した。
2014年2月1日、UFC 169でヘビー級ランキング9位のアリスター・オーフレイムと対戦し、3R判定負けを喫し、UFC4連敗となった。
2015年2月22日、UFC Fight Night: Bigfoot vs. Mirでヘビー級ランキング8位のアントニオ・シウバと対戦し、左ストレートでダウンを奪いグラウンドの肘打ちでKO勝ち。パフォーマンス・オブ・ザ・ナイトを受賞した。
2015年3月16日、チェチェン共和国大統領ラムザン・カディロフの大統領宮殿に招待された。
2015年7月15日、UFC Fight Night: Mir vs. Duffeeでトッド・ダフィーと対戦し、左ストレートでKO勝ち。パフォーマンス・オブ・ザ・ナイトを受賞した。
2015年9月5日、UFC 191でヘビー級ランキング4位のアンドレイ・アルロフスキーと対戦し、0-3の判定負けを喫した。しかし、この試合はミアが勝利していたという見解が多く、UFC代表のダナ・ホワイトも「ミアが勝ったと思った」と語っている。
2016年3月19日、UFC Fight Night: Hunt vs. Mirでヘビー級ランキング9位のマーク・ハントと対戦し、KO負け。試合後の薬物検査でトゥリナボルの陽性反応が検出されたため、全米アンチドーピング機関（USADA）から2年間の出場停止処分を受けた。
2017年7月、USADAへの不信感から2001年11月から約15年8カ月参戦し続けたUFCに契約解除を要求。承認された為リリースされた。

### Bellator
2018年4月28日、Bellator初参戦となったBellator 198: Fedor vs Mirのヘビー級ワールドグランプリ1回戦でエメリヤーエンコ・ヒョードルと対戦し、パウンドで1RTKO負けを喫した。
2018年12月14日、Bellator 212: Primes vs. Chandler 2でハビー・アヤラと対戦し、2RにクリンチからのパンチでタップアウトしTKO負け。
2019年10月25日、Bellator 231: Mir vs. Nelson 2でロイ・ネルソンと約8年5カ月ぶりに再戦し、インローキックを何度も効かせて3-0の判定勝ちを収め、連敗を4でストップした。

### プロボクシング
2021年4月17日、プロボクシングデビュー戦となったジェイク・ポール vs. ベン・アスクレンの前座で元IBF世界クルーザー級王者スティーブ・カニンガムと対戦し、6回0-3の判定負け。

## 人物・エピソード
- UFCで16年間戦い、ヘビー級での最多勝利（16勝）および関節技による最多勝利（8回）の記録を保持している[9][10]。
- 背面中央上部に「侍」、左上腕裏側部分に「無条件の愛」、右腕に「無冠の帝王」と漢字のタトゥーを入れている。
- KO・一本負けのなかったアントニオ・ホドリゴ・ノゲイラに初めてKO勝ちと一本勝ちを収めた選手である[11]。

## 戦績

### 総合格闘技
| 総合格闘技 戦績 | 総合格闘技 戦績 | 総合格闘技 戦績 | 総合格闘技 戦績 | 総合格闘技 戦績 | 総合格闘技 戦績 | 総合格闘技 戦績 |
| --------------- | --------------- | --------------- | --------------- | --------------- | --------------- | --------------- |
| 32 試合         | (T)KO           | 一本            | 判定            | その他          | 引き分け        | 無効試合        |
| 19 勝           | 5               | 9               | 4               | 1               | 0               | 0               |
| 13 敗           | 10              | 0               | 3               | 0               | 0               | 0               |

| 勝敗 | 対戦相手                         | 試合結果                           | 大会名                                                          | 開催年月日     |
| ○    | ロイ・ネルソン                   | 5分3R終了 判定3-0                  | Bellator 231: Mir vs. Nelson 2                                  | 2019年10月25日 |
| ×    | ハビー・アヤラ                   | 2R 4:30 TKO（ギブアップ）          | Bellator 212: Primes vs. Chandler 2                             | 2018年12月14日 |
| ×    | エメリヤーエンコ・ヒョードル     | 1R 4:09 TKO (左フック→パウンド)    | Bellator 198:Fedor vs Mir 【Bellatorヘビー級グランプリ1回戦】   | 2018年4月28日  |
| ×    | マーク・ハント                   | 1R 3:01 KO（右ストレート）         | UFC Fight Night: Hunt vs. Mir                                   | 2016年3月19日  |
| ×    | アンドレイ・アルロフスキー       | 5分3R終了 判定0-3                  | UFC 191: Johnson vs. Dodson 2                                   | 2015年9月5日   |
| ○    | トッド・ダフィー                 | 1R 1:13 KO（左ストレート）         | UFC Fight Night: Mir vs. Duffee                                 | 2015年7月15日  |
| ○    | アントニオ・シウバ               | 1R 1:40 KO（グラウンドの肘打ち）   | UFC Fight Night: Bigfoot vs. Mir                                | 2015年2月22日  |
| ×    | アリスター・オーフレイム         | 5分3R終了 判定0-3                  | UFC 169: Barao vs. Faber                                        | 2014年2月1日   |
| ×    | ジョシュ・バーネット             | 1R 2:56 TKO（膝蹴り）              | UFC 164: Henderson vs. Pettis                                   | 2013年8月31日  |
| ×    | ダニエル・コーミエ               | 5分3R終了 判定0-3                  | UFC on FOX 7: Henderson vs. Melendez                            | 2013年4月20日  |
| ×    | ジュニオール・ドス・サントス     | 2R 3:04 TKO（パウンド）            | UFC 146: dos Santos vs. Mir 【UFC世界ヘビー級タイトルマッチ】   | 2012年5月26日  |
| ○    | アントニオ・ホドリゴ・ノゲイラ   | 1R 3:38 キムラロック               | UFC 140: Jones vs. Machida                                      | 2011年12月10日 |
| ○    | ロイ・ネルソン                   | 5分3R終了 判定3-0                  | UFC 130: Rampage vs. Hamill                                     | 2011年5月28日  |
| ○    | ミルコ・クロコップ               | 3R 4:02 KO（右膝蹴り）             | UFC 119: Mir vs. Cro Cop                                        | 2010年9月25日  |
| ×    | シェイン・カーウィン             | 1R 3:48 KO（パウンド）             | UFC 111: St-Pierre vs. Hardy 【UFC世界ヘビー級暫定王座決定戦】  | 2010年3月27日  |
| ○    | シーク・コンゴ                   | 1R 1:12 ギロチンチョーク           | UFC 107: Penn vs. Sanchez                                       | 2009年12月12日 |
| ×    | ブロック・レスナー               | 2R 1:48 TKO（パウンド）            | UFC 100 【UFC世界ヘビー級王座統一戦】                           | 2009年7月11日  |
| ○    | アントニオ・ホドリゴ・ノゲイラ   | 2R 1:54 TKO（左フック→パウンド）   | UFC 92: The Ultimate 2008 【UFC世界ヘビー級暫定タイトルマッチ】 | 2008年12月27日 |
| ○    | ブロック・レスナー               | 1R 1:30 膝十字固め                 | UFC 81: Breaking Point                                          | 2008年2月2日   |
| ○    | アントニー・ハードンク           | 1R 1:17 チキンウィングアームロック | UFC 74: Respect                                                 | 2007年8月25日  |
| ×    | ブランドン・ヴェラ               | 1R 1:09 TKO（パウンド）            | UFC 65: Bad Intentions                                          | 2006年11月18日 |
| ○    | ダン・クリスティソン             | 5分3R終了 判定3-0                  | UFC 61: Bitter Rivals                                           | 2006年7月8日   |
| ×    | マーシオ・"ペジパーノ"・クルーズ | 1R 4:10 TKO（パウンド）            | UFC 57: Liddell vs. Couture 3                                   | 2006年2月4日   |
| ○    | ティム・シルビア                 | 1R 0:50 腕ひしぎ十字固め           | UFC 48: Payback 【UFC世界ヘビー級王座決定戦】                   | 2004年6月19日  |
| ○    | ウェス・シムズ                   | 2R 4:21 KO（スタンドパンチ連打）   | UFC 46: Supernatural                                            | 2004年1月31日  |
| ○    | ウェス・シムズ                   | 1R 2:55 失格（踏みつけ）           | UFC 43: Meltdown                                                | 2003年6月6日   |
| ○    | タンク・アボット                 | 1R 0:46 アンクルホールド           | UFC 41: Onslaught                                               | 2003年2月28日  |
| ×    | イアン・フリーマン               | 1R 4:35 TKO（パウンド）            | UFC 38: Brawl at the Hall                                       | 2002年7月13日  |
| ○    | ピート・ウィリアムス             | 1R 0:46 新型キムラアームバー       | UFC 36: Worlds Collide                                          | 2002年3月22日  |
| ○    | ホベルト・トラヴェン             | 1R 1:05 腕ひしぎ十字固め           | UFC 34: High Voltage                                            | 2001年11月2日  |
| ○    | ダン・クイン                     | 1R 2:15 三角絞め                   | IFC Warriors Challenge 15                                       | 2001年8月31日  |
| ○    | ジェローム・スミス               | 5分2R終了 判定3-0                  | HOOKnSHOOT: Showdown                                            | 2001年7月14日  |

### プロボクシング
| プロボクシング 戦績 | プロボクシング 戦績 | プロボクシング 戦績 | プロボクシング 戦績 | プロボクシング 戦績 | プロボクシング 戦績 | プロボクシング 戦績 |
| ------------------- | ------------------- | ------------------- | ------------------- | ------------------- | ------------------- | ------------------- |
| 2 試合              | (T)KO               | 判定                | その他              | 引き分け            | 無効試合            |                     |
| 0 勝                | 0                   | 0                   | 0                   | 0                   | 0                   |                     |
| 2 敗                | 1                   | 1                   | 0                   | 0                   | 0                   |                     |

| 戦           | 日付          | 勝敗 | 時間 | 内容    | 対戦相手               | 国籍           | 備考 |
| ------------ | ------------- | ---- | ---- | ------- | ---------------------- | -------------- | ---- |
| 1            | 2021年4月17日 | 敗北 | 6R   | 判定0-3 | スティーブ・カニンガム | アメリカ合衆国 |      |
| テンプレート |               |      |      |         |                        |                |      |

### グラップリング
| 勝敗 | 対戦相手       | 試合結果             | 大会名                                                  | 開催年月日     |
| ×    | 石井慧         | 延長 失格（指導3回） | QUINTET.3                                               | 2018年10月5日  |
| ×    | ロイ・ネルソン | ポイント2-15         | グラップラーズ・クエスト 【無差別級トーナメント 1回戦】 | 2003年11月15日 |

## 獲得タイトル
- 第10代UFC世界ヘビー級王座（2004年）
- UFC世界ヘビー級暫定王座（2008年）

## 表彰
- ブラジリアン柔術 黒帯
- 拳法 黒帯
- UFC サブミッション・オブ・ザ・ナイト（2回）
- UFC パフォーマンス・オブ・ザ・ナイト（2回）
- UFC サブミッション・オブ・ザ・イヤー（2011年）
- UFC カムバック・オブ・ザ・イヤー（2011年）
- SHERDOG カムバック・オブ・ザ・イヤー（2008年）
- SHERDOG サブミッション・オブ・ザ・イヤー（2011年）
- SHERDOG 殿堂入り（2014年）
- ESPN サブミッション・オブ・ザ・イヤー（2011年）

## 入場テーマ曲
- Hate Me Now（ナズ feat. パフ・ダディ） - 旧入場曲。
- Amazing（カニエ・ウェスト）